# Michael Fimognari
Michael Fimognari (nacido el 26 de junio de 1974) es un director de fotografía y director de cine estadounidense conocido por sus colaboraciones con Mike Flanagan. Nació en Pittsburgh, Pensilvania, y se graduó de la Escuela de Artes Cinematográficas de la USC en 2002 con un título en cinematografía.

## Filmografía
Como director de cine
- A todos los chicos: P.D. Todavía te quiero (2020)
- A todos los chicos: Para siempre (2021)

Como director de fotografía
- Knots (2004)
- Fighting Tommy Riley (2004)
- Unrest (2006)
- Black Irish (2007)
- Everybody Wants to Be Italian (2007)
- Yonkers Joe (2008)
- Shuttle (2008)
- Dare (2009)
- Beautiful Boy (2010)
- Brotherhood (2010)
- Au Revoir Taipei (2010)
- 96 Minutes (2011)
- Leave (2011)
- Tomorrow You're Gone (2012)
- The Walking Dead: Cold Storage (2012)
- Oculus (2013)
- Crawlspace (2013)
- The Walking Dead: The Oath (2013)
- Jessabelle (2014)
- 10 Cent Pistol (2014)
- The Lazarus Effect (2015)
- Demonic (2015)
- Visions (2016)
- Before I Wake (2016)
- Misconduct (2016)
- Ouija: El origen del mal (2016)
- The Cleanse (2016)
- Abattoir (2016)
- Before I Fall (2017)
- El juego de Gerald (2017)
- Fast Color (2018)
- A todos los chicos de los que me enamoré (2018)
- The Haunting of Hill House (2018)
- Doctor Sueño (2019)
- A todos los chicos: P.D. Todavía te quiero (2020)
- A todos los chicos: Para siempre (2021)